# Сен-Никола-де-Машерен
Сен-Никола-де-Машерен (фр. Saint-Nicolas-de-Macherin) — коммуна во Франции, находится в регионе Рона — Альпы. Департамент коммуны — Изер. Входит в состав кантона Вуарон. Округ коммуны — Гренобль.
Код INSEE коммуны — 38432. Население коммуны на 1999 год составляло 782 человека. Населённый пункт находится на высоте от 447  до 952  метров над уровнем моря. Муниципалитет расположен на расстоянии около 460 км юго-восточнее Парижа, 75 км юго-восточнее Лиона, 26 км севернее Гренобля. Мэр коммуны — M. Roland Grambin, мандат действует на протяжении 2001—2008 гг.
Динамика населения (INSEE):